# 撞到正 (電影)
《撞到正》是1980年上映的一部香港時裝靈異電影，由許鞍華執導，陳韻文編劇，蕭芳芳（兼任監製）、鍾鎮濤等主演。本片是香港新浪潮電影初期代表作品之一，亦是繼1979年的《瘋劫》後許鞍華和陳韻文再度合作，而以戲班為故事背景的構思則來自監製兼主演的蕭芳芳。2005年，本片獲香港電影金像獎協會票選為「最佳華語片一百部」之一。2010年8月，本片獲臺北金馬影展執行委員會票選為「影史百大華語電影」之一。2011年，本片獲香港電影資料館推選為「百部不可不看的香港電影」之一。:68

## 故事大綱
長洲富戶馬家的少爺Dick（鍾鎮濤飾）被叔公召喚回家，原來馬家祖上在抗日時期賣假藥害人受到詛咒，族人多死於非命，叔公查出詛咒者後人阿芝（蕭芳芳飾）是戲班「睇完發」的二幫花旦（即後備），遂請該戲班到長洲表演，並指名由阿芝演出，目的是讓姪孫與阿芝相親，以結姻化解詛咒。但戲班在長洲期間頻頻鬧鬼，原來當年亦為假藥所害的一支軍隊怨靈作祟，需要相同數量的人作替死鬼。最終戲班演天光戲《武松殺嫂》安撫群鬼，阿芝差點遇害，幸好Dick及時帶來高僧消滅群鬼。

## 演員表
| 演員   | 角色     | 備註 |
| ------ | -------- | --- |
| 蕭芳芳 | 阿芝     | 戲班二幫花旦，出身戲班世家，外公被馬家祖上所害。 此角色形象明顯有意延續蕭芳芳經典角色 「林亞珍」（出自電視節目《點只咁簡單》及多套衍生電影作品）的形象。 |
| 鍾鎮濤 | Dick     | 富戶馬家少爺，因家族被阿芝祖輩詛咒，按叔公旨意追求阿芝以圖化解詛咒。                                                                                     |
| 關聰   | 一哥     | 戲班生角，常被鬼附身。 |
| 劉克宣 | 生鬼釘   | 戲班年老成員，有陰陽眼，因泄露天機太多被厲鬼滅口。 |
| 劉天蘭 | 紅衣女鬼 | 當年被假藥害死的一名歌妓，化為豔鬼。 |
| 蔣金   |          | 戲班成員。 |
| 許英秀 | 叔公     | 馬家叔公，馬家剩下的兩人之一。 |

## 備註
1. ↑  但《撞到正》當年於金馬獎並未獲任何提名，反而於金馬獎獲獎及有多個提名的《瘋劫》並無入選此名單。

## 資料來源
1. 1 2 3 4 5 6 7  香港電影評論學會 (编). . . 香港: 三聯. 2018: 347. ISBN 9789620444197.
2. 1 2  Charles, John. . McFarland & Company. 2000: 293. ISBN 0786408421.
3. 1 2 3 4 5 6 7 8 9 10  石琪. . 蒲鋒; 李照興  (编).  增訂版. 香港: 香港電影評論學會. 2015: 220–221. ISBN 962-8271-58-X.
4. 1 2 3  . 香港政府新聞公報. 2003-07-30  [2022-03-20]. （原始内容存档于2022-03-20）.
5. ↑  . 香港電影金像獎協會.   [2010-07-21]. （原始内容存档于2021-03-09）.
6. ↑  . 香港電影評論學會. 2011-02-07  [2022-03-22].
7. ↑   (PDF). 香港電影資料館.   [2022-03-06]. （原始内容 (PDF)存档于2012-01-18）.
8. ↑  . myTV SUPER.   [2022-04-08]. （原始内容存档于2022-04-22）.
9. ↑  林紀陶. . 香港電影評論學會  (编). . 香港: 三聯. 2018: 81–83. ISBN 9789620444197.

## 外部連結
- 香港影庫上《撞到正》的資料（繁體中文）
- 互联网电影数据库（IMDb）上《撞到正》的资料（英文）
- 豆瓣电影上《撞到正》的資料 （简体中文）